# اسکلاستیک
اسکلاستیک(به انگلیسی: Scholastic) یک انتشارات واقع در آمریکای شمالی می‌باشد که بیشتر علت شهرت آن فروش کتاب‌ها در باشگاه کتاب و داشتن نمایندگی فروش هری پاتر در آمریکا است. این شرکت همچنین بزرگترین ناشر کتاب‌های کودکان دنیاست.

## برخی از کتاب‌های این نشر
- تام گیتس، لیز پیشون
- هری پاتر، جی کی رولینگ
- جرونیمو استیلن، الیزابت دامی
- بچه‌های بد، آرون بلیبی
- میز جلو، کلی یانگ
- مجموعه کتاب‌های تونل وحشت، نویسندگان مختلف